# Șilindia (gmina)
Șilindia – gmina w Rumunii, w okręgu Arad. Obejmuje miejscowości Camna, Iercoșeni, Luguzău, Satu Mic i Șilindia. W 2011 roku liczyła 904 mieszkańców.